# Новолокинская
Новолокинская — станица в Белоглинском районе Краснодарского края России. Входит в состав Успенского сельского поселения.
Население 1025 чел. (2010 г.)
Население 856 чел. (2024 г.)

## Варианты названия
- Новолокино,
- Наволокина,
- Новолокинская,
- Новолокин,
- Ново-Локинская[3].

## Географическое положение
Станица расположена на реке Калалы, в степной зоне, в 13 км к востоку от центра сельского поселения — станицы Успенской, в 58 км от районного центра с. Белой Глины, в 241 км от г. Краснодара. Граничит со Ставропольским краем.  

### Улицы
- пер. Школьный,
- пер. Юбилейный,
- ул. Заречная,
- ул. Колхозная,
- ул. Кооперативная,
- ул. Красная,
- ул. Молодёжная,
- ул. Пролетарская,
- ул. Советская,
- ул. Южная.

## История
Посёлок (хутор) Новолокинский основан в 1874 году, в 1910 году преобразован в станицу Новолокинскую.

## Население
| 2002 | 2010  |
| ---- | ----- |
| 1136 | ↘1025 |